# 반권위주의
반권위주의(反權威主義, Anti-Authoritarianism)는 권위주의에 반대하며, 완전한 평등과 시민의 자유를 강하게 주장한다.
주로 아나키스트들이 주장한다.

## 같이 보기
- 아나키즘